# Idrætshistorisk Værksted
Idrætshistorisk Værksted har eksisteret siden 1983. Det var en selvejende institution, der havde status som pædagogisk projekt. Værkstedet har genoplevet glemte kropslige kompetancer og ydet et væsentligt bidrag til, at denne del af kulturarven ikke er gået i glemmebogen, og det har derved sikret på fysisk kultur, der rækker ud over idrættens.
Værkstedet har modtaget støtte fra bl.a.. Kulturministeriet, De Danske Gymnastik- og Idrætsforeninger, Friluftsrådet, Lokale- og Anlægsfonden, Vestsjællands Amt og Hashøj Kommune samt Gerlev Idrætshøjskole og Idrætsforsk. 

## Gerlev Legepark
I 1995 udgav Idrætshistorisk Værksted et hæfte, der beskrev en plan om at oprette en international idrætslageplads. Fire år efter i 1999 blev idrætslegepladsen indviet og fik navnet Gerlev Legepark Arkiveret 2. juni 2009 hos  Wayback Machine. Legepark er et håndgribeligt resultat af et forskningsprojekt med titlen "Euroleg", som har stået på i mange år, og som omhandler studiet af folkelige legekulturer i Europa.

## Værkstedets formål
- at forske i og gøre forsøg med før-sportslige idrætsformer og deres samspil med de natur- og kulturgivende forudsætninger.
- at formidle viden om fortidens idrætter og derigennem stimulere debatten om nutidens og fremtidens idrætter.

Idrætshistorisk Værksted har per. 1. januar 2009 skiftet navn til Gerlev Center for Leg og Bevægelseskultur Arkiveret 6. september 2009 hos  Wayback Machine